# الجنة الموازية
الجنة الموازية (باليابانية: パラレルパラダイス) ,(بالإنجليزية: Parallel Paradise)‏ هي سلسلة مانغا يابانية من كتابة لين أوكاموتو تم نشر المانغا لأول مرة في مارس 2017 في مجلة يونغ الأسبوعية.